# Attignat-Oncin
 Attignat-Oncin  es una población y comuna francesa, en la región de Ródano-Alpes, departamento de Saboya, en el distrito de Chambéry y cantón de Les Échelles.

## Demografía
| 492 | 448 | 380 | 397 | 398 | 418 |
| Para los censos de 1962 a 1999 la población legal corresponde a la población sin duplicidades (Fuente: INSEE [Consultar]) |     |     |     |     |     |